# Nancuise
Nancuise est une commune française située dans le département du Jura, dans la région culturelle et historique de Franche-Comté et la région administrative Bourgogne-Franche-Comté.

## Géographie

### Communes limitrophes
|          | Rothonay            | Chavéria  |
| Pimorin  | Nancuise            | Chambéria |
| Monnetay | Marigna-sur-Valouse |           |

### Climat
Pour des articles plus généraux, voir Climat de la Bourgogne-Franche-Comté et Climat du département du Jura.
En 2010, le climat de la commune est de type climat de montagne, selon une étude du Centre national de la recherche scientifique s'appuyant sur une série de données couvrant la période 1971-2000. En 2020, Météo-France publie une typologie des climats de la France métropolitaine dans laquelle la commune est exposée à un climat semi-continental et est dans la région climatique Jura, caractérisée par une forte pluviométrie en toutes saisons (1 000 à 1 500 mm/an), des hivers rigoureux et un ensoleillement médiocre.
Pour la période 1971-2000, la température annuelle moyenne est de 10,3 °C, avec une amplitude thermique annuelle de 17,1 °C. Le cumul annuel moyen de précipitations est de 1 409 mm, avec 13,4 jours de précipitations en janvier et 9,1 jours en juillet. Pour la période 1991-2020, la température moyenne annuelle observée sur la station météorologique de Météo-France la plus proche, « Pimorin », sur la commune de Pimorin à 5 km à vol d'oiseau, est de 10,0 °C et le cumul annuel moyen de précipitations est de 1 517,6 mm. 
La température maximale relevée sur cette station est de 39 °C, atteinte le 12 août 2003 ; la température minimale est de −26,5 °C, atteinte le 20 décembre 2009,,.
Les paramètres climatiques de la commune ont été estimés pour le milieu du siècle (2041-2070) selon différents scénarios d'émission de gaz à effet de serre à partir des nouvelles projections climatiques de référence DRIAS-2020. Ils sont consultables sur un site dédié publié par Météo-France en novembre 2022.

## Urbanisme

### Typologie
Au 1er janvier 2024, Nancuise est catégorisée commune rurale à habitat très dispersé, selon la nouvelle grille communale de densité à sept niveaux définie par l'Insee en 2022.
Elle est située hors unité urbaine. Par ailleurs la commune fait partie de l'aire d'attraction de Lons-le-Saunier, dont elle est une commune de la couronne,. Cette aire, qui regroupe 139 communes, est catégorisée dans les aires de 50 000 à moins de 200 000 habitants,.

### Occupation des sols
L'occupation des sols de la commune, telle qu'elle ressort de la base de données européenne d’occupation biophysique des sols Corine Land Cover (CLC), est marquée par l'importance des forêts et milieux semi-naturels (79,4 % en 2018), une proportion identique à celle de 1990 (79,4 %). La répartition détaillée en 2018 est la suivante : 
forêts (79,4 %), prairies (19,6 %), terres arables (0,9 %). L'évolution de l’occupation des sols de la commune et de ses infrastructures peut être observée sur les différentes représentations cartographiques du territoire : la carte de Cassini (XVIIIe siècle), la carte d'état-major (1820-1866) et les cartes ou photos aériennes de l'IGN pour la période actuelle (1950 à aujourd'hui).

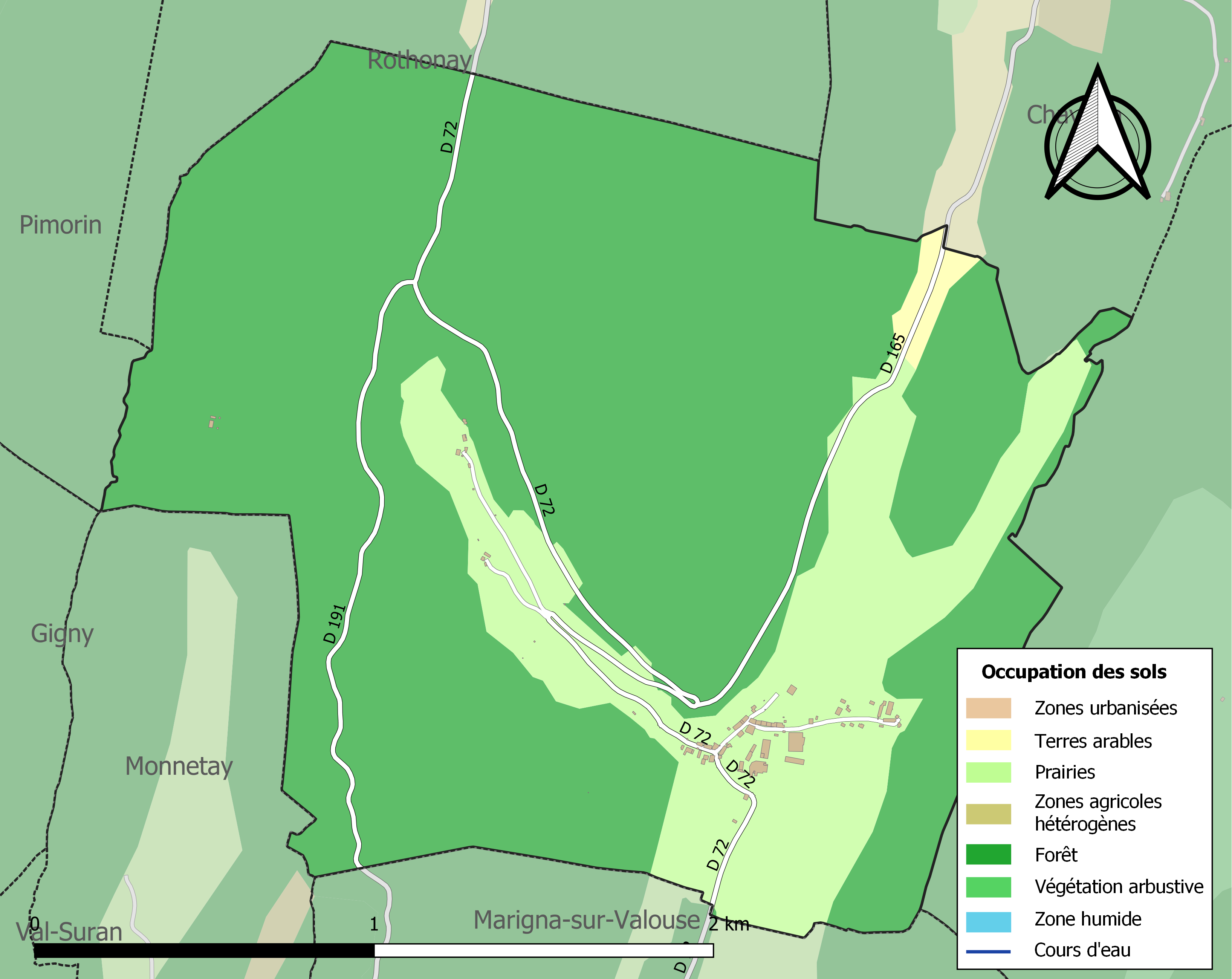
Carte des infrastructures et de l'occupation des sols de la commune en 2018 (CLC).

### Habitat et logement
En 2018, le nombre total de logements dans la commune était de 30, alors qu'il était de 26 en 2013 et de 30 en 2008.
Parmi ces logements, 75,7 % étaient des résidences principales, 20,9 % des résidences secondaires et 3,5 % des logements vacants. Ces logements étaient pour 100 % d'entre eux des maisons individuelles et pour 0 % des appartements.
Le tableau ci-dessous présente la typologie des logements à Nancuise en 2018 en comparaison avec celle du département du Jura et de la France entière. Une caractéristique marquante du parc de logements est ainsi une proportion de résidences secondaires et logements occasionnels (20,9 %) très supérieure à celle du département (10,3 %) et à celle de la France entière (9,7 %). Concernant le statut d'occupation de ces logements, 90,9 % des habitants de la commune sont propriétaires de leur logement (89,5 % en 2013), contre 65,8 % pour le département du Jura et 57,5 % pour la France entière.
| Typologie                                               | Nancuise | Jura | France entière |
| ------------------------------------------------------- | -------- | ---- | -------------- |
| Résidences principales (en %)                           | 75,7     | 79,8 | 82,1           |
| Résidences secondaires et logements occasionnels (en %) | 20,9     | 10,3 | 9,7            |
| Logements vacants (en %)                                | 3,5      | 9,9  | 8,2            |

## Toponymie
Nancuise est formé sur le gaulois nanto signifiant vallée,, complété d'un suffixe de sens non déterminé ; nanto est souvent associé à des localités situées dans des vallées encaissées, ou au pied d'une falaise, d'un versant pentu ou d'un relief de côte, comme Nancy ou Nant (Aveyron). C'est bien le cas ici du village situé dans la combe étroite creusée par le Valouson. Ce nom est fréquent dans le Jura : les noms de Nantey, de Nanc-lès-Saint-Amour, Nance, les Nans, toutes communes du Jura, proviennent de la même racine.

## Histoire
La seigneurie est acquise auprès de la famille de Neuchâtel-Bourgogne par Nicolas Rolin en 1429, puis échangée contre celle de Bornay, par la famille Rolin le 18 avril 1467[réf. nécessaire].

## Politique et administration

### Rattachements administratifs et électoraux

#### Rattachements administratifs
La commune se trouve dans l'arrondissement de Lons-le-Saunier du département du Jura.
Elle faisait partie depuis 1801 du canton d'Orgelet. Dans le cadre du redécoupage cantonal de 2014 en France, cette circonscription administrative territoriale a disparu, et le canton n'est plus qu'une circonscription électorale.

#### Rattachements électoraux
Pour les élections départementales, la commune fait partie depuis 2014 du canton de Moirans-en-Montagne
Pour l'élection des députés, elle fait partie de la première circonscription du Jura.

### Intercommunalité
Penvénan était membre de la petite communauté de communes de la Région d'Orgelet, un établissement public de coopération intercommunale (EPCI) à fiscalité propre créé fin 2001 et auquel la commune avait transféré un certain nombre de ses compétences, dans les conditions déterminées par le code général des collectivités territoriales.
Dans le cadre des dispositions de la loi portant nouvelle organisation territoriale de la République du 7 août 2015, Nancuise fait désormais partie de la communauté de communes dénommée Terre d'Émeraude Communauté.

### Liste des maires
| Période                                  | Période                        | Identité                  | Étiquette | Qualité                         |
| ---------------------------------------- | ------------------------------ | ------------------------- | --------- | ------------------------------- |
| Les données manquantes sont à compléter. |                                |                           |           |                                 |
| mars 2001                                | août 2022                      | Jocelyne Monneret-Luquet, | DVG       | Retraitée Morte en fonction     |
| octobre 2022                             | En cours (au 16 décembre 2022) | Bertrand Halbourg         |           | Retraité des Transports Perrier |

## Démographie
L'évolution du nombre d'habitants est connue à travers les recensements de la population effectués dans la commune depuis 1793. Pour les communes de moins de 10 000 habitants, une enquête de recensement portant sur toute la population est réalisée tous les cinq ans, les populations de référence des années intermédiaires étant quant à elles estimées par interpolation ou extrapolation. Pour la commune, le premier recensement exhaustif entrant dans le cadre du nouveau dispositif a été réalisé en 2006.

En 2022, la commune comptait 41 habitants, en évolution de −8,89 % par rapport à 2016 (Jura : −0,81 %, France hors Mayotte : +2,11 %).
| 1793 | 1800 | 1806 | 1821 | 1831 | 1836 | 1841 | 1846 | 1851 |
| ---- | ---- | ---- | ---- | ---- | ---- | ---- | ---- | ---- |
| 188  | 169  | 161  | 123  | 143  | 141  | 150  | 165  | 153  |

| 1856 | 1861 | 1866 | 1872 | 1876 | 1881 | 1886 | 1891 | 1896 |
| ---- | ---- | ---- | ---- | ---- | ---- | ---- | ---- | ---- |
| 176  | 138  | 142  | 144  | 130  | 142  | 119  | 122  | 123  |

| 1901 | 1906 | 1911 | 1921 | 1926 | 1931 | 1936 | 1946 | 1954 |
| ---- | ---- | ---- | ---- | ---- | ---- | ---- | ---- | ---- |
| 132  | 129  | 108  | 94   | 100  | 76   | 78   | 89   | 79   |

| 1962 | 1968 | 1975 | 1982 | 1990 | 1999 | 2006 | 2011 | 2016 |
| ---- | ---- | ---- | ---- | ---- | ---- | ---- | ---- | ---- |
| 62   | 56   | 77   | 57   | 58   | 47   | 46   | 40   | 45   |

| 2021 | 2022 | - | - | - | - | - | - | - |
| ---- | ---- | - | - | - | - | - | - | - |
| 43   | 41   | - | - | - | - | - | - | - |

## Culture locale et patrimoine

### Lieux et monuments
Vestiges du château de Nancuise, bâti selon toute vraisemblance au XIIe siècle et  ruiné lors des Guerres de Bourgogne vers 1479 / 1480 par les troupes de Louis XI.

### Héraldique
| Blason de Nancuise | Blason  | D'or à la bande componée d'azur et de sable.     |
| Blason de Nancuise | Détails | Le statut officiel du blason reste à déterminer. |